# Anglish
Anglish – rodzaj puryzmu w obrębie języka angielskiego, którego zwolennicy dążą do usunięcia z tego języka słów pochodzenia niegermańskiego, przede wszystkim łacińskiego, greckiego i francuskiego. Pierwszymi przedstawicielami ruchu byli w XVI w. John Cheke i Thomas Wilson, a największy wkład w ten prąd miał William Barnes. Nadmierne używanie łacińskich i greckich słów krytykował także George Orwell. Zwolennicy tego prądu postulują użycie dawnych słów rodzimego pochodzenia lub tworzenie nowych słów w oparciu o germański źródłosłów, jednak tworzone na przestrzeni lat słowa w większości nie weszły do powszechnego użycia. Sam termin „anglish” stworzył satyryk Paul Jennings.